# Hermitescher Operator
Hermitesche Operatoren, benannt nach Charles Hermite, sind in der Mathematik betrachtete Operatoren, die eine zentrale Rolle in der mathematischen Struktur der Quantenmechanik spielen. Der Begriff des hermiteschen Operators wird in der Literatur uneinheitlich definiert, in diesem Artikel werden besonders die physikalischen Sicht- und Schreibweisen verwendet.

## Unterschiedliche Konventionen
Der Begriff des hermiteschen Operators wird in der Literatur uneinheitlich definiert.
So kommt in manchen mathematischen Darstellungen der Begriff „hermitescher Operator“ überhaupt nicht vor; stattdessen werden sogenannte symmetrische, symmetrische dicht definierte, wesentlich selbstadjungierte und selbstadjungierte Operatoren betrachtet. Unterschiede treten erst in unendlichdimensionalen Räumen auf, die jedoch für physikalische Anwendungen wichtig sind.
In der physikalischen Literatur wird dagegen der Begriff des „symmetrischen Operators“ in der Regel gar nicht verwendet: stattdessen redet man von vornherein von hermiteschen Operatoren (genauer müsste man sagen: „hermitesch im engeren Sinne“ ), um zu betonen, dass man es nicht mit reellen, sondern mit komplexen Hilberträumen zu tun hat. In den späteren Kapiteln der physikalischen Standard-Lehrbücher werden mit „hermiteschen Operatoren“ (genauer: „hermitesch im weiteren Sinn“) in der Regel selbstadjungierte Operatoren bezeichnet (der etwas subtile Unterschied wird oft vernachlässigt oder durch Synonyme wie „hypermaximal hermitesche Operatoren“ anstelle der „selbstadjungierten Operatoren“ vereinfacht).
Die hier gewählte Darstellung ist ein Kompromiss, indem zwar der Begriff des „symmetrischen Operators“ auch für die komplexwertigen Hilberträume der Physik verwendet wird, aber sonst die Konventionen der Physiker mit der Identifikation „hermitesch = selbstadjungiert“ benutzt werden, wie das etwa in den Lehrbüchern von Albert Messiah zu finden ist. Die hier gegebene Darstellung richtet sich also zunächst an physikalisch interessierte Leser, weshalb auch die auf Dirac zurückgehende Bra-Ket-Notation verwendet wird, die gewisse mathematische Subtilitäten in den Hintergrund treten lässt. Auf diese wird aber im Abschnitt Mathematische Bemerkungen eingegangen.

## Definitionen

### Operator
Sei {\displaystyle A} ein Operator auf einem Hilbertraum, das heißt eine Abbildung auf diesem Hilbertraum in sich. Die Elemente dieses Hilbertraums werden als Ket-Vektoren {\displaystyle |\varphi \rangle } geschrieben und repräsentieren oft Funktionen aus {\displaystyle L^{2}}-Räumen, z. B. die Wellenfunktion {\displaystyle \varphi ({\vec {r}},t)} eines quantenmechanischen Zustands. Ein solcher Operator transformiert einen Vektor in einen anderen:
{\displaystyle |\psi \rangle =A|\varphi \rangle .}
Dabei wird nicht gefordert, dass {\displaystyle A} für jeden Vektor definiert ist; oft gelingt eine solche Zuordnung nur für Vektoren eines dichten Teilraums. Ist zum Beispiel der Hilbertraum ein {\displaystyle L^{2}}-Raum und der Operator ein Ableitungsoperator, so kann er nur auf differenzierbare Funktionen wirken.
Der Operator {\displaystyle A} soll linear sein, um das physikalisch relevante Superpositionsprinzip zu sichern. Die komplexe Zahl {\displaystyle \langle \chi |\psi \rangle =\langle \chi |\left(A|\varphi \rangle \right)}, also das Skalarprodukt von {\displaystyle |\psi \rangle =A|\varphi \rangle } mit einem Bra-Vektor {\displaystyle \langle \chi |} eines weiteren Zustands, wird in der Physik durchgängig als das Matrixelement von {\displaystyle \,A} bezeichnet.
Bisweilen wird über das Operatorsymbol noch ein Dach gesetzt, um die Wirkung des Operators {\displaystyle {\hat {A}}} auf einen Vektor {\displaystyle |\varphi \rangle } von der Multiplikation des Vektors mit einer komplexen Zahl {\displaystyle A} zu unterscheiden. Das ist aber nur dann erforderlich, wenn man Operatoren und ihre Eigenwerte mit demselben Buchstaben bezeichnen will, man kann dann eine Eigenwertgleichung {\displaystyle {\hat {A}}|\varphi \rangle =A|\varphi \rangle } schreiben. Davon wird in diesem Artikel kein Gebrauch gemacht.

### Adjungierter Operator
Der zu {\displaystyle A} adjungierte Operator {\displaystyle A^{\dagger }}  ist dadurch definiert, dass seine Matrixelemente die konjugiert komplexen Zahlen der transponierten Matrixelemente von {\displaystyle \,A} sind, wenn man Bra und Ket miteinander vertauscht:
{\displaystyle \langle \chi |\left(A^{\dagger }|\varphi \right)\rangle =\left[\;\langle \varphi |\left(A|\chi \right)\rangle \;\right]^{*}.}
Daher ist {\displaystyle \langle \varphi |A^{\dagger }} der Bra, der dem Ket {\displaystyle A|\varphi \rangle } zugeordnet ist, und man kann im Matrixelement ohne Gefahr einer Verwechselung auf die runden Klammern verzichten.
Ist  {\displaystyle |\varphi \rangle =|\chi \rangle }, wird das Matrixelement der Erwartungswert von {\displaystyle \,A} im Zustand  {\displaystyle |\varphi \rangle } genannt.

### Hermitescher Operator
{\displaystyle A} heißt formal selbstadjungiert (oder, im physikalischen Sprachgebrauch üblich, hermitesch), wenn  {\displaystyle A=A^{\dagger }}.
Dann gilt für seine Matrixelemente {\displaystyle \langle \chi |A|\varphi \rangle =\left[\;\langle \varphi |A|\chi \rangle \;\right]^{*}}.
Alle Erwartungswerte sind dann reell, denn für jeden Vektor {\displaystyle |\varphi \rangle } aus dem Definitionsbereich gilt {\displaystyle \langle \varphi |A|\varphi \rangle =\left[\;\langle \varphi |A|\varphi \rangle \;\right]^{*}}.
Dann ist auch jeder Eigenwert von {\displaystyle \,A} reell, denn die Eigenwerte sind die Erwartungswerte zu den jeweiligen normierten Eigenvektoren. Da in der Quantenmechanik alle messbaren Größen (Observablen) durch Erwartungs- oder Eigenwerte von Operatoren dargestellt werden, muss es sich hierbei um hermitesche Operatoren handeln, damit die vorhergesagten Messergebnisse reell sind.

## Beispiele

### X-Koordinate
In der Ortsdarstellung betrachtet man den Raum {\displaystyle L^{2}(\mathbb {R} ^{3})} aller quadrat-integrablen Funktionen auf dem dreidimensionalen Anschauungsraum. Typische hermitesche Operatoren sind etwa die Multiplikation mit der {\displaystyle x}-Koordinate zur Messung der {\displaystyle x}-Koordinate des Aufenthaltsortes eines Teilchens,
{\displaystyle A|\psi (x,y,z)\rangle =|x\,\psi (x,y,z)\rangle }
oder der Hamilton-Operator {\displaystyle -{\frac {\hbar ^{2}}{2m}}\Delta +V(x,y,z)} zur Bestimmung der Energie
{\displaystyle A|\psi (x,y,z)\rangle =|-{\frac {\hbar ^{2}}{2m}}\left({\frac {\partial ^{2}}{\partial x^{2}}}+{\frac {\partial ^{2}}{\partial y^{2}}}+{\frac {\partial ^{2}}{\partial z^{2}}}\right)\psi (x,y,z)+V(x,y,z)\,\psi (x,y,z)\rangle },
wobei {\displaystyle V(x,y,z)} für das skalare Potential eines Feldes steht, unter dessen Einfluss sich das Teilchen bewegt.
Weitere wichtige Beispiele sind der Impulsoperator oder die Drehimpulsoperatoren.

### Endlichdimensionale Beispiele
Ein zweidimensionales Beispiel erhält man durch die Behandlung des Spins. Der Raum wird von den beiden Vektoren „Spin hoch“ {\displaystyle (|{\mathord {\uparrow }}\rangle )} und „Spin runter“ {\displaystyle (|{\mathord {\downarrow }}\rangle )} erzeugt. Die Operatoren auf zweidimensionalen Räumen sind {\displaystyle 2\times 2}-Matrizen, zum Beispiel die hermiteschen Pauli-Matrizen.
Ein endlichdimensionaler hermitescher Operator {\displaystyle A} (eine hermitesche Matrix) mit den Elementen {\displaystyle m_{ij}\in \mathbb {C} } wird wie folgt adjungiert:
{\displaystyle A^{\dagger }={\begin{pmatrix}m_{11}&&m_{12}&&\cdots &&m_{1n}\\m_{21}&&m_{22}&&\cdots &&m_{2n}\\\vdots &&\vdots &&\ddots &&\vdots \\m_{n1}&&m_{n2}&&\cdots &&m_{nn}\end{pmatrix}}^{\dagger }={\begin{pmatrix}m_{11}^{*}&&m_{21}^{*}&&\cdots &&m_{n1}^{*}\\m_{12}^{*}&&m_{22}^{*}&&\cdots &&m_{n2}^{*}\\\vdots &&\vdots &&\ddots &&\vdots \\m_{1n}^{*}&&m_{2n}^{*}&&\cdots &&m_{nn}^{*}\end{pmatrix}},}
wobei {\displaystyle m_{ji}^{*}} die komplexe Konjugation von {\displaystyle m_{ji}} ist. Es gilt also {\displaystyle m_{ij}^{\dagger }=m_{ji}^{*}}, das heißt, die {\displaystyle (i,j)}-te Komponente der Adjungierten ist die komplexe Konjugation der {\displaystyle (j,i)}-ten Komponente der Ausgangsmatrix.

### Impulsoperator
Das folgende einfache Beispiel zeigt deutlich den Unterschied zwischen symmetrischen und hermiteschen (=selbstadjungierten) Operatoren. Wir betrachten den Impulsoperator in {\displaystyle x}-Richtung {\displaystyle P_{x}=-\mathrm {i} \hbar {\frac {\partial }{\partial x}}}. Genauer wird man als Definitionsbereich für die Funktion {\displaystyle \psi (x)} ein endliches (oder unendliches) Intervall definieren, etwa {\displaystyle x\in [0,1]}, und wird zunächst nur festlegen wollen, dass die Funktion {\displaystyle P_{x}\psi (x)} auf dem angegebenen Intervall quadratintegrabel ist. Es bleibt dann die Frage, welche Randbedingungen man für {\displaystyle \psi (x)} fordern soll. Zunächst ist man geneigt, anzunehmen, dass {\displaystyle \psi (0)=\psi (1){\stackrel {!}{=}}0} sein sollte; denn dann ist – wie man leicht mittels partieller Integration zeigen kann – die „Symmetrie“ gegeben:
{\displaystyle {\begin{aligned}\langle \psi (x)|P_{x}\psi (x)\rangle &=\int _{0}^{1}\,\mathrm {d} x\,\psi (x)^{*}\,(P_{x}\psi (x))\\&=(-i\hbar )\{\psi ^{*}(1)\psi (1)-\psi ^{*}(0)\psi (0)\}+\int _{0}^{1}\,\mathrm {d} x\,(P_{x}\psi (x))^{*}\psi (x)\\&=\langle P_{x}\psi (x)|\psi (x)\rangle \end{aligned}}}
weil beim „Überwälzen“ der Ableitung von rechts nach links durch die partielle Integration unter dem Integral, dem letzten Term vor dem äußersten Gleichheitszeichen, ein Minuszeichen entsteht, das durch den Term {\displaystyle -i} und den Übergang zum konjugiert Komplexen kompensiert wird, {\displaystyle -i^{*}=+i}, während die Randterme bei der Integration explizit Null ergeben. Die Randterme kompensieren sich aber auch zu Null, wenn man nur fordert, dass die Funktion {\displaystyle \psi (x)} die Bedingung {\displaystyle \psi (0)\equiv \psi (1)} erfüllen soll.
Mit der zweiten, der abgeschwächten Randbedingung ist das System aber nicht bloß „symmetrisch“, wie mit der ersten Randbedingung, sondern sogar selbstadjungiert. Das ist nicht nur mathematisch, sondern physikalisch relevant: Nur so erhält man Messbarkeit und ein vollständiges System von Eigenfunktionen. Diese sind hier konkret benennbar, {\displaystyle \psi _{n}(x)\sim \exp(i2\pi n\,x)\,,} wobei {\displaystyle n} die ganzen Zahlen durchläuft. Dagegen würde zu der erstgenannten Randbedingung keine einzige dieser Funktionen passen, denn sie haben alle an der entscheidenden Stelle, {\displaystyle x=0}, von Null verschiedene Werte.
Die erstgenannte Randbedingung ist also unphysikalisch und nur mit speziellen nicht-trivialen Potentialen näherungsweise realisierbar, während bei der zweiten Randbedingung freie Elektronen und verschwindendes Potential angenommen werden können.

## Mathematische Bemerkungen
Schon obige Beispiele zeigen, dass die quantenmechanischen Operatoren nicht auf alle Ket-Vektoren angewendet werden können. Das Ergebnis der Multiplikation mit der {\displaystyle x}-Koordinate liegt im Allgemeinen nicht mehr im Hilbertraum {\displaystyle L^{2}(\mathbb {R} ^{3})} der Ket-Vektoren, und im Falle des Hamilton-Operators fehlt es manchen {\displaystyle L^{2}}-Funktionen an Differenzierbarkeitseigenschaften. Da nutzt auch eine Verallgemeinerung auf Distributionsableitungen nichts, da nicht alle solche Ableitungen wieder im Raum der Ket-Vektoren liegen. Man ist daher gezwungen, die Operatoren in ihrem Wirkungsbereich auf einen Unterraum einzuschränken, der aber wenigstens noch eine dichte Teilmenge im Raum aller Ket-Vektoren ist. Ist in physikalischen Darstellungen bei einer Operatorengleichung von „allen“ Ket-Vektoren die Rede, so sind immer alle des Definitionsbereichs der beteiligten Operatoren gemeint.
Die Beschränkung auf einen Teilraum hat zur Folge, dass auch der adjungierte Operator nicht überall definiert ist. Die Forderung, dass {\displaystyle \langle \varphi |A|\varphi \rangle } für alle Ket-Vektoren (aus dem Definitionsbereich von {\displaystyle A}) reell ist, bedeutet dann, dass {\displaystyle A^{\dagger }} eine Erweiterung des Operators {\displaystyle A} ist, das heißt der Definitionsbereich von  {\displaystyle A^{\dagger }} umfasst denjenigen von {\displaystyle A} und beide Operatoren stimmen auf letzterem überein. Solche Operatoren nennt man symmetrisch.
Symmetrische Operatoren sind im Allgemeinen nicht selbstadjungiert, das heißt im Allgemeinen gilt nicht {\displaystyle A=A^{\dagger }}, denn dazu müssten die Definitionsbereiche beider Operatoren übereinstimmen. Die physikalisch relevanten Operatoren, die messbare Größen beschreiben, sind aber selbstadjungiert, denn nur dann hat man den vollen Spektralsatz (in der Sprache der Physik: den „Entwicklungssatz“) zur Verfügung. Diesen braucht man u. a. in der axiomatischen Behandlung des quantenmechanischen Messprozesses (siehe z. B. quantenmechanischer Zustand) und bei der konkreten Berechnung von Funktionen von Operatoren, wie das etwa durch den Unbeschränkten Borel-Funktionalkalkül ermöglicht wird. Oft kann man symmetrische Operatoren durch gewisse Abschlussoperationen zu selbstadjungierten Operatoren erweitern. Das gilt insbesondere für nach unten beschränkte Operatoren, wie sie bei Hamilton-Operatoren auftreten, denn Energien sind nach unten beschränkt, siehe dazu die Friedrichssche Erweiterung.
In vielen Physik-Lehrbüchern wird kein großes Gewicht auf diesen Unterschied gelegt. Zum einen bringt die Betrachtung der Definitionsbereiche meist keine tieferen physikalischen Einsichten über das betrachtete System, und des Weiteren kann man sich in der Regel darauf verlassen, dass die Verwendung der „richtigen“ Operatoren, gepaart mit der „richtigen“ physikalischen Intuition, zu „richtigen“ Ergebnissen führt. Ferner liegen alle physikalisch relevanten Funktionen, auf die es die Operatoren anzuwenden gilt, nämlich die Eigenfunktionen, stets im Definitionsbereich. Vorsicht ist auch bei den sogenannten „uneigentlichen Eigenfunktionen“  angebracht (z. B. bei Dirac-Funktionen oder bei monochromatischen Wellen), denn diese sind nicht normierbar und liegen daher nicht im Raum der Ket-Vektoren.
Die diracsche Notation unterstützt die pragmatische Herangehensweise der Physiker. Eine mathematisch vollständige Darstellung der Quantenmechanik bis einschließlich der Lösung des Wasserstoffproblems findet man im unten angegebenen Lehrbuch von Hans Triebel.